# Bahnhof Hanau Nord

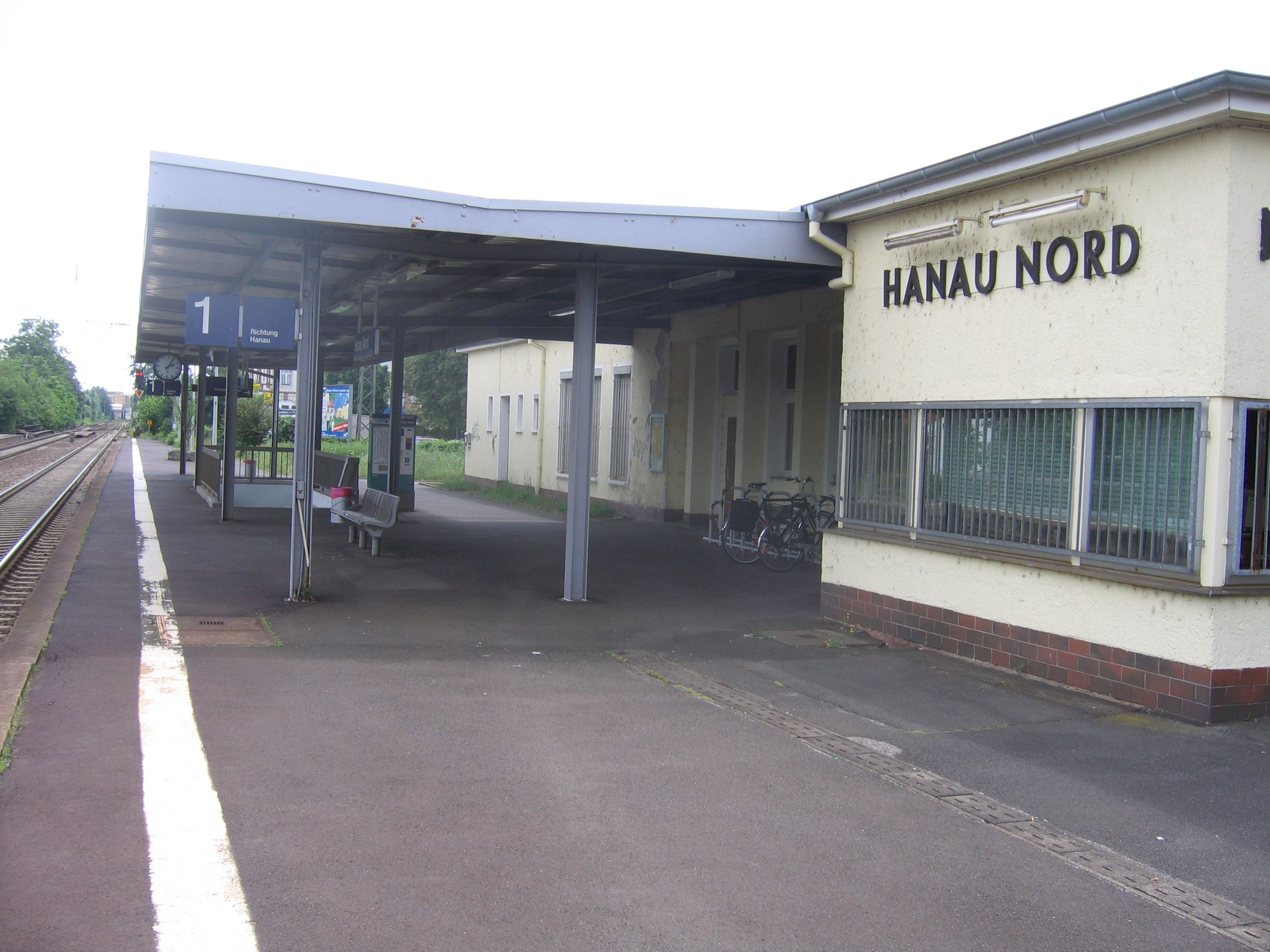
Bahnhof Hanau Nord – Blick in Richtung Süden (Hanau Hbf)

Hanau Nord ist ein Bahnhof an der Bahnstrecke Friedberg–Hanau in Hanau.

## Geschichte
Der Hanauer Nordbahnhof wurde gemeinsam mit dem Streckenabschnitt Hanau–Heldenbergen-Windecken (heute: Nidderau) der Bahnstrecke Friedberg–Hanau am 1. Dezember 1879 eröffnet. Seit dem 15. September 1881 (Güterverkehr) bzw. 15. Oktober 1881 (Personenverkehr) gibt es durchgehende Verbindungen vom Hanauer Hauptbahnhof zum Bahnhof Friedberg.
Vom 11. Juni 2001 bis Ende 2005 wurde die Strecke von Triebwagen (GTW 2/6) der Butzbach-Licher Eisenbahn (BLE) bedient. Ende 2005 übernahm die Muttergesellschaft, die Hessische Landesbahn GmbH (HLB), den Betrieb zwischen Friedberg und Hanau. Mit dem Fahrplanwechsel am 11. Dezember 2011 sollte die Strecke in das Netz des Mittelhessen-Express integriert werden. Aufgrund von Zulassungsschwierigkeiten bei den neuen Triebwagen wurde der Bahnhof aber bis 2012 von HLB-Dieseltriebwagen angefahren.
Das Empfangsgebäude wurde 2007 – zusammen mit weiteren 489 Bahnhöfen – an ein Immobilienkonsortium verkauft. Für die Fahrgäste war es schon lange nicht mehr benutzbar. Auf dem ehemaligen 20 Hektar großen Areal des benachbarten Gleisbauhofs entstand 2012 ein Einkaufszentrum mit der Bezeichnung Kinzigbogen.
Funktionen, die ihn früher bedeutender machten, sind entfallen:
- von hier wurden die Anschlussgleise zu dem bedeutenden Gleisbauhof Hanau, und dem US-amerikanischen Stützpunkt Fliegerhorst Langendiebach bedient. Ersterer besteht noch in reduzierter Form, letzterer wurde inzwischen vom Militär geräumt.
- Bis 1931 war Hanau Nord Umsteigebahnhof für die Hanauer Kleinbahn, zu der auch eine Weichenverbindung bestand, über die Güterverkehr lief.[3]
- Bis 1928 wurde er zudem von der Hanauer Straßenbahn angefahren.

## Betrieb
Der Bahnhof Hanau Nord wird heute von Regionalbahnen in der Relation Hanau–Friedberg(–Gießen) bedient. Der Betreiber DB Regio Mitte setzt Triebwagen des Typs Bombardier Talent 2 ein.
| Linie | Verlauf | Takt |
| ----- | --- | --- |
| RB 49 | Gießen – Großen Linden – Lang Göns – Kirch Göns – Butzbach – Ostheim (b Butzbach) – Bad Nauheim – Friedberg (Hess) – Assenheim (Oberhess) – Nidderau – Ostheim (Kr Hanau) – Bruchköbel – Hanau Nord – Hanau Hbf Stand: Fahrplanwechsel Dezember 2021 | 60/120 min (Gießen–Friedb. wochentags) 30/60 min (Friedb.–Hanau wochentags) 120 min (Gießen–Friedb. Wochenende) 60 min (Friedb.–Hanau am Wochenende) |